# 铝土矿
铝土矿（英語：Bauxite），又稱铝矾土，是最重要的含铝矿物，亦為生產鋁與鎵的主要來源，主要成分为氫氧化鋁、软水铝石、硬水铝石，及针铁矿、赤铁矿、石英等。铝土矿1821年首次被法國地质学家Pierre Berthier在法國南部普羅旺斯萊博村附近发现，其法文名稱Bauxite便是出自此村庄名Les Baux。

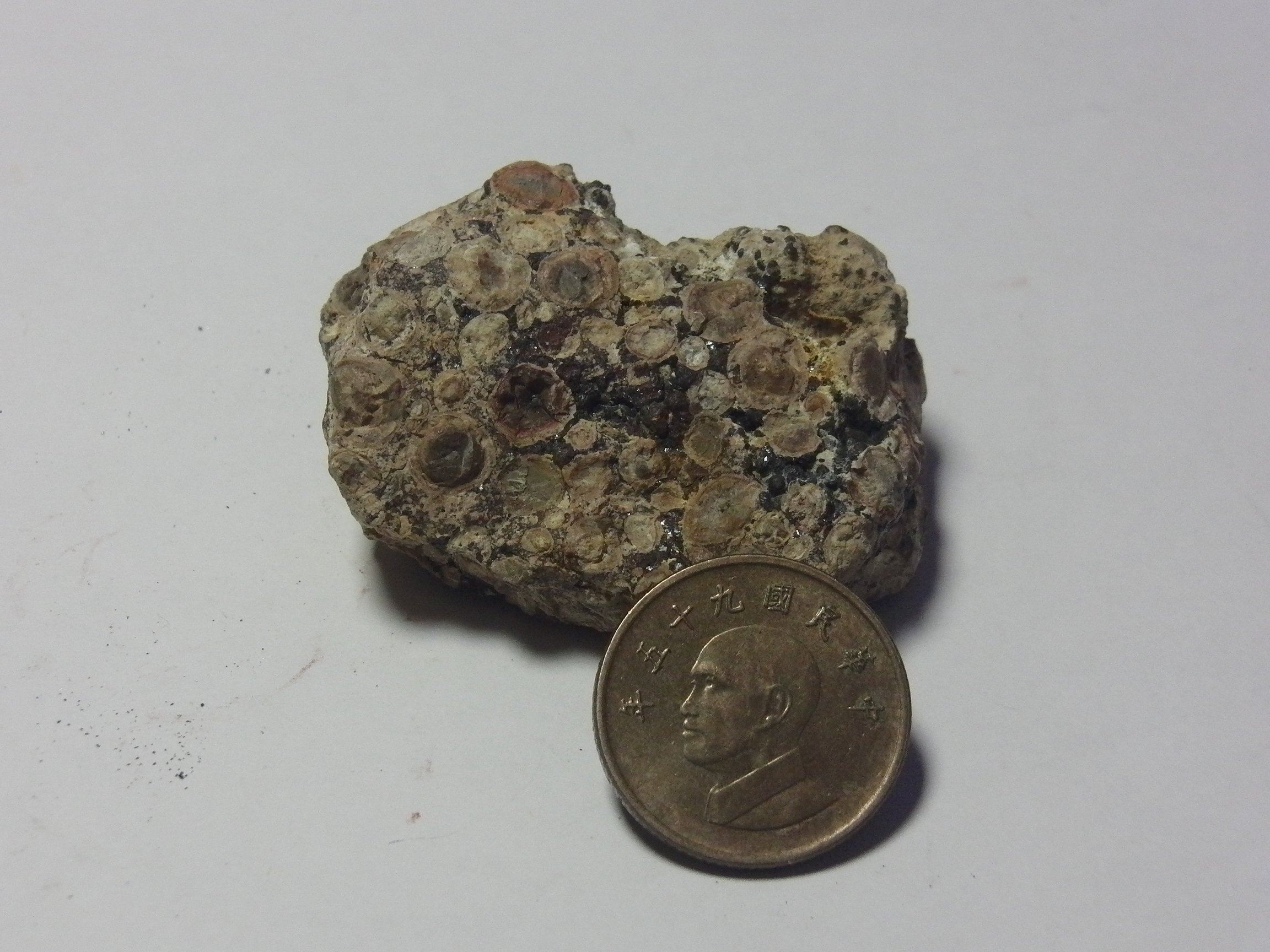
鋁礬土與一元新台幣

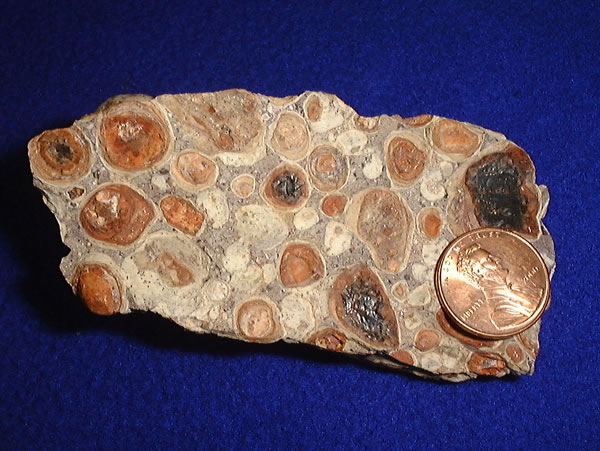
铝土矿与一美分硬币

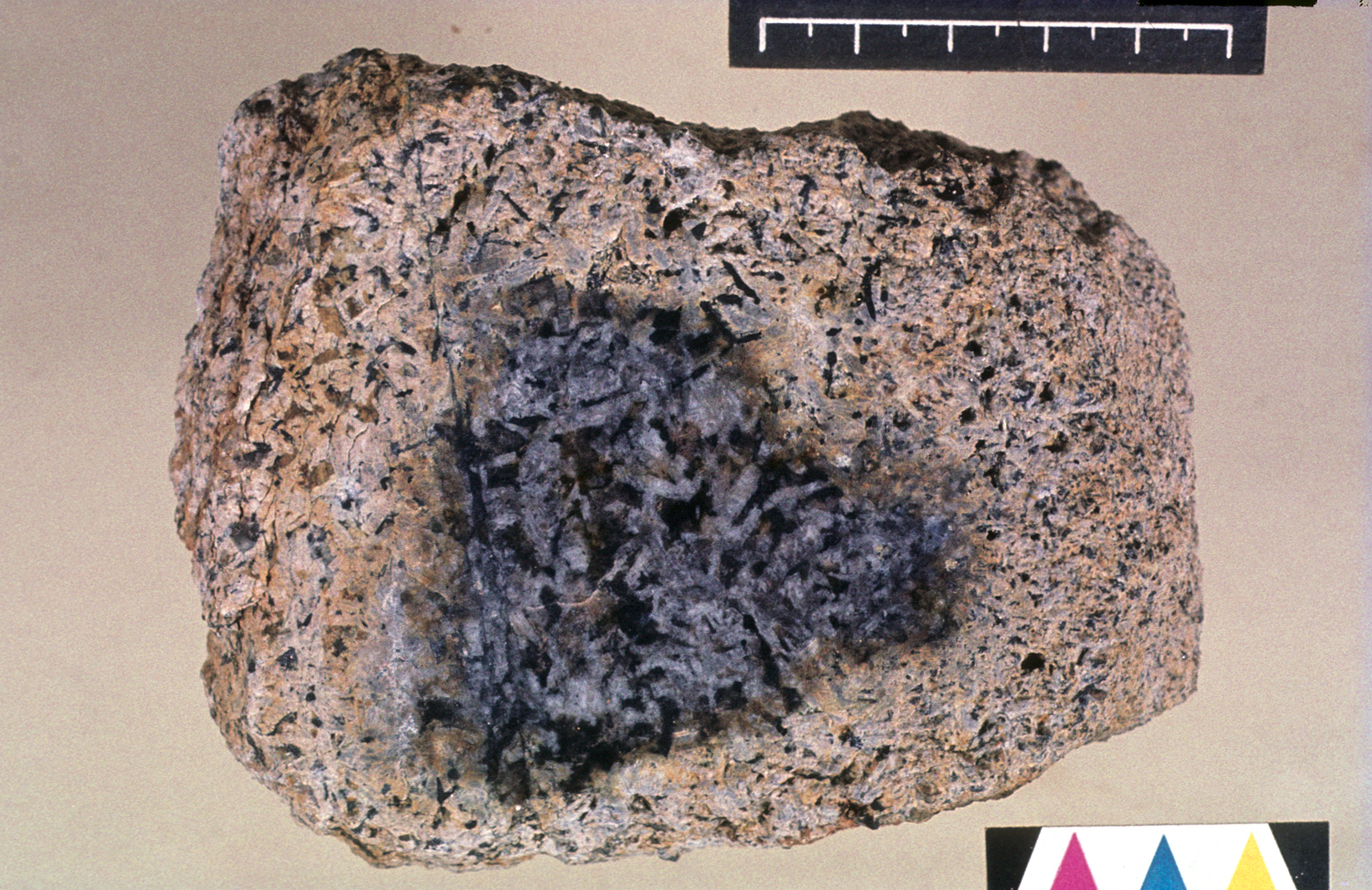
铝土矿，中心是未风化岩石

颜色随氧化铁含量而增加，有灰白、棕红等。铝土矿由母岩在湿热气候下，经红土化而成。由火成岩、变质岩形成的矿床，以三水铝石为主；由石灰岩、白云岩形成的钙红土型矿床，通常含有多数的软水铝石。
铝土矿含有50~60%的礬土（又稱氧化鋁），而礬土即是製造鋁的原料，也是制造人造刚玉、矾土水泥、耐火材料的重要原料。鋁是地球第三多的元素，僅次於氧和矽。
它是一种非晶态的粘土岩，是铝的主要工业矿石。它主要由不同比例的氧化铁水合氧化铝组成。

## 生产
鋁土礦並沒有過度集中於某些區域，而是分布在世界各地，不過很難自普通的岩石中萃取出，因此含量較多的鋁土礦，便成了製造鋁的主要原料。铝土矿一般在海盆地和湖盆地中以沉积的方式生成，也可以产于玄武岩或其它岩石的风化壳中。
2007年，澳大利亚的铝土矿产量占世界产量的三成，其后是中国、几内亚和巴西。
| 國家         | 礦產量  | 礦產量      | 储存量     |
| 國家         | 2019    | 2020 (預估) | 储存量     |
| ------------ | ------- | ----------- | ---------- |
|              | 105,000 | 110,000     | 5,100,000  |
| 中國         | 70,000  | 60,000      | 1,000,000  |
| 几内亚       | 67,000  | 82,000      | 7,400,000  |
| 巴西         | 34,000  | 35,000      | 2,700,000  |
| 印度         | 23,000  | 22,000      | 660,000    |
| 印度尼西亞   | 17,000  | 23,000      | 1,200,000  |
| 牙买加       | 9,020   | 7,700       | 2,000,000  |
|              | 5,800   | 5,800       | 160,000    |
| 俄羅斯       | 5,570   | 6,100       | 500,000    |
| 沙烏地阿拉伯 | 4,050   | 4,000       | 190,000    |
| 越南         | 4,000   | 4,000       | 3,700,000  |
| 马来西亚     | 950     | 500         | 170,000    |
| 其他国家     | 12,007  | 11,075      | 4,900,000  |
| 總量         | 358,000 | 371,000     | 30,000,000 |

## 类型與用途
铝土矿是富含铝的矿石，用于铝生产（冶金铝土矿）和生产耐火材料，化学品或水泥（非冶金铝土矿）。 
根据氧化铝精炼阶段必须应用的加工方法，将冶金铝土矿细分为两种基本类型，即： 
1.低温三水铝石（又名：三水合物或热带铝土矿）; 和 
2.高温勃姆石（又名：单水合物或欧洲铝土矿）
注意：ABx铝土矿主要是富含三水铝石的类型。 
氧化铝精炼厂通过溶解在热苛性钠中从铝土矿中提取纯氧化铝，然后纯化和沉淀氧化铝 Al2O3，通过在铝冶炼厂的熔池中电解还原熔炼成纯铝金属的原料。 
三水铝石是三水合氧化铝，是最有价值的氧化铝矿石矿物，因为它在氧化铝精炼阶段（拜耳法）的低温和低压下容易溶解。
勃姆石矿物是氧化铝一水合物，必须在更昂贵的压力容器中在高温和高压下加工。一些不需要的非氧化铝矿物也被溶解，因此需要额外的处理阶段以除去非氧化铝污染物。去除污染物的附加处理阶段也可能与氧化铝损失有关。